# Lasius reginae
Lasius reginae é uma espécie de formiga da família Formicidae.
É endémica da Áustria.

## Parasitismo temporário
A rainha fecundada de L. reginae estabelece a sua colónia invadindo um formigueiro de Lasius alienus e estrangulando até à morte a rainha da espécie hospedeira, embora esta seja muito maior; como noutras espécies de formigas parasitas, as larvas de L. reginae são inicialmente cuidadas e alimentadas pela obreiras da espécie hospedeira, mas à medida que estas vão morrendo o formigueiro vai-se tornando exclusivamente L. reginae.